# آلفرد آدلر
آلفرد آدلر (به آلمانی: Alfred Adler) (زاده ۷ فوریه ۱۸۷۰ – درگذشته ۲۸ مه ۱۹۳۷) پزشک، نویسنده، روان‌درمانگر و از روانشناسان بنام اتریشی بود. وی بنیانگذار مکتب روانشناسی فردی است.
آدلر معمولاً به عنوان نخستین پیشگام گروه روانشناسی اجتماعی در روانکاوی تلقی می‌شود؛ زیرا در ۱۹۱۱ از زیگموند فروید جدا شد. او نظریه‌ای را تدوین کرد که «علایق اجتماعی» در آن نقش عمده‌ای را ایفا می‌کند و او تنها روانشناسی است که یک گروه چهار نفری تشکیل داد که به نام او نامیده می‌شود.
زیگموند فروید در مقاله توضیحات، کاربردها و راهکارها ۱۹۳۳، در مورد او می‌گوید: 
در واقع، روانشناسی فردی ربطی به روانکاوی ندارد، اما وقایع خاص تاریخی، منجر به ادامه حیات انگلی آن به خرج روانکاوی شده. تعیین‌کننده‌هایی که ما به این گروه از مخالفان نسبت داده‌ایم در مورد پایه‌گذاران روانشناسی فردی در حد محدودی کاربرد دارد. خود نام آن نادرست است و به نظر می‌رسد محصول دستپاچگی است. ما نمی‌توانیم به‌کارگیری مشروع این واژه به عنوان آنتی تز «روانشناسی گروه» را که با آن تداخل می‌کند، بپذیریم؛ به علاوه، کار خود ما تا حد زیادی و از اساس به روانشناسی افراد انسان مربوط است. من نمی‌خواهم امروز وارد انتقاد عینی از روانشناسی فردی آدلر شوم؛ در این سخنرانی‌های آشنایی با روانکاوی جایی برای آن وجود ندارد. به علاوه، من قبلاً یک بار این کار را کردم و قصد ندارم هیچ‌یک از چیزهایی را که در آن زمان گفتم تغییر دهم. 

## زندگی
آلفرد آدلر در روز ۵ فوریه ۱۸۷۰ میلادی در یک خانواده یهودی در حومه وین، اتریش، به دنیا آمد. کودکی او با بیماری، حسادت برادر بزرگ‌تر و طرد شدن از سوی مادرش مشخص شده بود. او، خود را شخصی زشت و کوچک اندام تلقی می‌کرد. آدلر، نسبت به پدرش بیش از مادرش احساس نزدیکی می‌کرد و شاید مانند یونگ، بعدها به این دلیل با مفهوم عقده ادیپ مخالفت کرد که در تجارب دوره کودکی‌اش انعکاسی نداشت. آدلر در کودکی با جدیت تمام کار می‌کرد تا نزد همسالانش محبوبیت به دست آورد. او به تدریج که بزرگ‌تر شد، به احساس عزت نفس و پذیرش از سوی دیگران دست یافت که در میان افراد خانواده‌اش سراغ نداشت.
آدلر در ابتدا دانش‌آموز ضعیفی بود، به اندازه‌ای ضعیف که معلمی به پدرش گفت که این پسر برای هیچ شغلی جز شاگرد کفاشی مناسب نیست. اما آدلر با پشتکار و فداکاری، خود را از پایین‌ترین سطح کلاس بالا کشید. هم از نظر اجتماعی و هم از نظر تحصیلی سخت تلاش کرد تا بر عقب‌ماندگی‌ها و حقارت‌هایش غلبه کند و بدین‌ترتیب برای نظریه آینده‌اش دایر بر اینکه شخص باید نقاط ضعفش را جبران کند نمونه‌ای شد. توصیف احساس‌های حقارت، که بعدها بخش اصلی نظام او را تشکیل داد، بازتاب مستقیم تجارب اولیه خود اوست، دینی که آدلر آزادانه به آن اعتراف کرد.
آدلر در چهار سالگی، پس از بهبودی بیماری ذات‌الریه‌ای که او را تا دم مرگ برده بود، تصمیم گرفت پزشک شود. درجه دکتری پزشکی خود را در ۱۸۹۵ از دانشگاه وین دریافت کرد. پس از گرفتن تخصص چشم‌پزشکی و سپس اشتغال در پزشکی عمومی، به روانپزشکی روی آورد. در ۱۹۰۲ شرکت در نشست‌های بحث گروهی هفتگی فروید را به عنوان یکی از چهار عضو مجاز آغاز کرد. گرچه از نزدیک با فروید کار می‌کرد ولی رابطه شخصی با او نداشت. یکبار فروید گفته بود که آدلر حوصله‌اش را سر می‌برد.
آدلر در چند سال بعد نظریه‌ای دربارهٔ شخصیت تدوین کرد که از بسیاری جهات با نظریه فروید تفاوت داشت و تأکید فروید بر عوامل جنسی را آشکارا مورد انتقاد قرار داد. در ۱۹۱۰ فروید ریاست انجمن روانکاوی وین را به نام او کرده بود تا اختلافات فزاینده بین آن دو از میان برداشته شود، اما در ۱۹۱۱، انشعاب اجتناب‌ناپذیر کامل شد. این انشعاب تلخ بود. بعدها آدلر فروید را کلاهبردار توصیف کرد و روانکاوی او را «کثیف» خواند. فروید از آدلر به عنوان «نابهنجار» و «دیوانه شهرت» یاد می‌کرد.
آدلر در جنگ جهانی اول به عنوان پزشک در ارتش خدمت کرد و پس از آن کلینیک‌های راهنمای کودکان را در مدارس وین سازماندهی کرد. در سال‌های دهه ۱۹۲۰ نظام روانشناسی اجتماعی وی که خود آن را روانشناسی فردی می‌نامید پیروان زیادی پیدا کرد. در سال ۱۹۲۶ آدلر نخستین بازدید از چندین بازدید خود از آمریکا را انجام داد و هشت سال بعد به استادی روانشناسی بالینی در دانشکده پزشکی لانگ‌آیلند (نیویورک) منصوب شد. وی درحالی که برای ایراد سخنرانی پر حرارت در سفر بود، در ۲۸ مه ۱۹۳۷ در شهر ابردین (اسکاتلند) درگذشت.
فروید در پاسخ به نامه دوستی که مرگ آدلر به شدت متأثرش کرده بود نوشت، «من معنای دلسوزی شما برای آدلر را نمی‌فهمم. برای یک پسر یهودی که از حومه وین خارج می‌شود مرگ در آبردین به خودی خود یک موقعیت بی‌سابقه و دلیلی است بر اینکه تا چه اندازه پیش رفته‌است. دنیا در برابر مخالفتش با روانکاوی پاداش خوبی به او داد».